# Thornburghiella xinjiangensis
Thornburghiella xinjiangensis är en tvåvingeart som beskrevs av Wagner 2003. Thornburghiella xinjiangensis ingår i släktet Thornburghiella och familjen fjärilsmyggor. Inga underarter finns listade i Catalogue of Life.